# Cyprinodon bondi
Cyprinodon bondi är en fiskart som beskrevs av Myers, 1935. Cyprinodon bondi ingår i släktet Cyprinodon och familjen Cyprinodontidae. Inga underarter finns listade i Catalogue of Life.